# 塔城棘豆
塔城棘豆（学名：Oxytropis schrenkii），为豆科棘豆属下的一个植物种。